# Hauteville (Adelsgeschlecht)

Wappen der Hauteville

Die Familie Hauteville (italienisch: Altavilla) stammt von Tankred von Hauteville ab, einem lokalen Adligen aus Hauteville-la-Guichard in der Normandie, dessen zahlreiche Söhne sich ab 1035 an der normannischen Eroberung Süditaliens führend beteiligten. Sie eroberten sich etliche kleinere Herrschaften und Grafschaften, erbten 1127 das Herzogtum Apulien und regierten von 1130 bis 1194 als erste Dynastie das Königreich Sizilien.

## Geschichte
Tankred zeugte zwölf Söhne mit zwei Frauen. Um 1035 übertrug er seinen Besitz dem vierten Sohn Gaufred und wies die leer ausgegangenen Abkömmlinge an, sich das Ihre mit Gewalt oder List zu erobern. So kam es, dass sich von Tankreds Söhnen im 11. Jahrhundert mindestens acht in Unteritalien aufhielten. Zuerst fanden sich die ältesten Söhne Wilhelm und Drogo dort ein, die sich von einfachen Söldnern zu Kompanieführern und schließlich zu Grafen (wenn auch ohne größere Bedeutung) hocharbeiteten. Mit der Zeit wurden durch den Erfolg der beiden weitere Hautevilles nach Apulien gezogen: Um 1045 Humfred, dann auch der heimatliche Erbe Gaufred und der – später bedeutende – erste Sohn mit Frensendis, Robert Guiskard. Es folgten noch Malgerius, Wilhelm und schließlich der jüngste Sohn des altavillschen Tankreds, Roger.
Die älteren Söhne Tankreds, darunter vor allem Robert Guiskard, bemächtigten sich Apuliens, Roger I., der jüngste Sohn, wurde bei der Eroberung Siziliens unterstützt. Die Nachkommen Robert Guiskards erhielten im Ersten Kreuzzug das Fürstentum Antiochia, die Nachkommen Rogers wurden Könige von Neapel und Sizilien. Die sich so begründende normannisch-altavillsche Dynastie endete mit Tankred von Lecce, seinem abgesetzten Sohn Wilhelm III. und Rogers II. Tochter Konstanze.
Durch weibliche Erbfolge gingen beide Besitztümer an andere Familien: das Fürstentum Antiochia durch Raimund von Poitiers an die Familie der Grafen von Poitou, das Königreich Sizilien durch Konstanze (1154–1198), die 1186 Kaiser Heinrich VI. (1165–1197) heiratete, an die Staufer, namentlich an ihren Sohn Friedrich II. und an dessen Sohn Manfred. Von Manfreds Tochter Konstanze leitete die Krone von Aragonien ihre Ansprüche her, die durch die Sizilianische Vesper 1282 durchgesetzt wurden, weshalb Sizilien letztlich bis 1713 dem Königreich Spanien gehörte.

## Familienbeziehungen
1. Tankred von Hauteville († 1041) ⚭ 1) Muriella, ⚭ 2) Fresende († um 1057)
  1. Serlo I.
    1. Serlo II., Herr von Geraci Siculo († 1072 in Sizilien) ⚭ Altruda von Boiano
      1. Serlo III.
      2. Eliusa

  2. Wilhelm Eisenarm († 1046) Graf von Apulien 1042
  3. Drogo († 1051) Graf von Apulien 1046 ⚭ 1) Altrude, ⚭ 2) 1046 Gaitelgrima, Tochter des Waimar IV., Fürst von Salerno
    1. Richard der Seneschall († vor 1125)

  4. Humfred († 1057) Graf von Apulien 1051 ⚭ N. N. von Salerno
    1. Gaufred
    2. Joscelin
    3. Abelard (* nach 1040; † 1081, Griechenland)
    4. ? Hermann († 1097 auf dem ersten Kreuzzug) Graf von Canne

  5. Gaufred (Goffredo, Gottfried) (* ca. 1020 † 1071) Graf der Capitanata ⚭ I. eine Normannin ⚭ II. Teodora von Capaccio (Langobardin, Mutter des vierten Sohnes)
    1. Robert I., Graf von Loritello
      1. Robert II. († 1134) Graf von Loritello ⚭ seine Cousine Adelheid, Tochter König Rogers II. von Sizilien
        1. Wilhelm, Graf von Loritello

    2. Radulf, Graf von Catanzaro († zwischen 1101 und 1111)
      1. Gaufred, Graf von Catanzaro († zw. 1131 u. 1145)
      2. Raimund, Graf von Catanzaro († vor 1158)

    3. Wilhelm von Tiriolo
      1. Hugo der Rote (Ugo Rosso, Stammvater der noch blühenden sizilianischen Fürsten Rosso)
      2. Robert Brito
      3. Richard

    4. Tancred († nach 1102)

  6. Beatrix († 1100)
  7. Humbert
  8. Robert Guiskard († 1085) Graf von Apulien 1057, Herzog 1058 ⚭ 1) geschieden 1058, Alberada von Buonalbergo (Aubrée de Bonauberge) († nach 1111), ⚭ 2) 1059 Sigelgaita von Salerno († 1090), Tochter von Waimar IV., Fürst von Salerno
    1. Bohemund von Tarent (1058–1110) 1088 Fürst von Tarent, 1098 als Fürst von Antiochia ⚭ 1105 Konstanze von Frankreich (um 1078 – um 1125) Tochter des Königs Philipp I. von Frankreich
      1. Bohemund II. (1108–1130) Fürst von Antiochia 1110 ⚭ Alice von Jerusalem, Tochter des Balduin II. König von Jerusalem
        1. Konstanze von Antiochia (1127–1163) ⚭ 1) 1136 Raimund von Poitiers († 1149), ⚭ 2) 1154 Rainald von Chatillon († 1187)

    2. Mathilde († 1083) ⚭ 1) 1078 Raimund Berengar II. Graf von Barcelona († 1082), ⚭ 2) Amaury Vicomte de Narbonne
    3. Roger Borsa († 1111) Herzog von Apulien 1085 ⚭ 1090 Adela, Tochter des Robert I. Graf von Flandern
      1. Wilhelm II. († 1127) Herzog von Apulien 1111 ⚭ 1116 Gaitelgrime von Alife († nach 1127) Tochter des Grafen Robert

    4. Guido († 1107), in byzantinischen Diensten, Herzog von Amalfi und Sorrent
    5. Emma ⚭ Markgraf Odo (oder Wilhelm) der Gute
      1. Tankred von Tiberias (1072–1112) Fürst von Galiläa ⚭ 1106 Caecilie von Frankreich († nach 1145) Tochter des Königs Philipp I.
      2. Wilhelm (X 1. September 1097 auf dem ersten Kreuzzug)
      3. Robert

  9. Mauger († 1064), Graf der Capitanata
  10. Wilhelm von San Nicandro, Graf vom Prinzipat († 1088)
    1. Robert, Graf vom Prinzipat († 1099)
      1. Barricellus
      2. Richard
      3. Wilhelm II., Graf vom Prinzipat († 1128)
        1. Nikolaus, Graf vom Prinzipat († nach 1141)
        2. Wilhelm III., Graf vom Prinzipat († nach 1160)

    2. Tankred, Graf von Syrakus
    3. Richard vom Prinzipat († 1112/14), Regent der Grafschaft Edessa 1104–1108, ⚭ Altrude, Tochter des Grafen Gottfried von Conversano, Brindisi etc.
      1. Roger vom Prinzipat († 1119), Regent des Fürstentums Antiochia 1112–1119, ⚭ Hodierna, Tochter des Hugo I., Graf von Rethel, Schwester des Balduin II., König von Jerusalem
      2. Maria ⚭ Joscelin I. († 1131) Fürst von Galiläa, Graf von Edessa 1118

    4. Rainulf, Teilnehmer am 1. Kreuzzug
      1. Richard, Teilnehmer am 1. Kreuzzug

  11. Fredesende ⚭ Richard I. Graf von Aversa († 1078)
  12. Tankred
  13. Alberad
  14. Roger I. (1031–1101) Graf von Sizilien 1061 ⚭ 1) 1061 Judith, Tochter des Grafen Wilhelm von Évreux († 1076), ⚭ 2) um 1077 Eremburge de Mortain, Tochter des Robert Graf von Eu; ⚭ 3) 1090 Adelheid von Savona, Tochter des Markgrafen Manfred I. von Savona († 1118), Regentin von Sizilien 1101
    1. Jordan († 1092), illegitim
    2. Gaufred, Graf von Ragusa († 1120), illegitim
    3. Matilde ⚭ I Robert, Graf von Eu (Rolloniden); ⚭ II Graf Raimund IV. von Toulouse († 1105) (Haus Toulouse)
    4. Emma († nach 1119) ⚭ 4. November 1087 Radulfus Maccabeus, Graf von Montescaglioso († nach 1110)
    5. Matilde ⚭ Rainulf Graf von Alife († 1139) Herzog von Apulien und Kalabrien
    6. Judith ⚭ Robert von Bassunvilla, Graf von Conversano
    7. Felicia († um 1102) ⚭ 1097 Koloman König von Ungarn († 1114)
    8. Konstanze ⚭ 1095 Konrad (1074–1101) Herzog von Niederlothringen, deutscher König, Sohn des Kaisers Heinrich IV.
    9. Simon (* 1093, † 28. September 1105) Graf von Sizilien 1101
    10. Roger II. (1095–1154) Graf von Sizilien und Kalabrien 1105, Herzog von Apulien 1127, König von Sizilien 1130 ⚭ 1) 1120 Elvira († 6. Februar 1135), Tochter des Königs Alfons VI. von Kastilien (Haus Jiménez); ⚭ 2) 1149 Sibylle (1125/30–1150), Tochter von Hugo II. Herzog von Burgund (Älteres Haus Burgund); ⚭ 3) 1151 Beatrix (1130/35–1185) Tochter des Withier de Vitri, Graf von Rethel
      1. Roger (1118–1148/1149) Herzog von Apulien 1135 ⚭ 1139/40 Elisabeth (* um 1130) Tochter von Theobald II. Graf von Champagne
        1. Tankred von Lecce (1130–1194, unehelich, Mutter: Bianca, Tochter des Grafen Robert von Lecce) König von Sizilien 1189 ⚭ Sibylle di Medania, Tochter des Ruggiero
          1. Roger III. (* 1175; † 24. Dezember 1193) 1192 Mitkönig von Sizilien, 1193 Herzog von Apulien ⚭ 1193 Irene, genannt Maria Angelina, (* 1172, † 27. August 1208) Tochter des Kaisers Isaak II. von Byzanz
          2. Wilhelm III. († 1198) König von Sizilien, abgesetzt 1194 durch Heinrich VI.
          3. Elvira (Albinia) ⚭ Walter III. von Brienne († 1205) Fürst von Tarent und Lecce
          4. Konstanze († 1230)
          5. Mandonia

      2. Tankred († vor 1144) Fürst von Bari 1135
      3. Alfons († 10. Oktober 1144) Fürst von Capua 1135, Herzog von Neapel 1139
      4. Wilhelm I. genannt der Böse († 1166) Herzog von Neapel 1144, Fürst von Capua 1144, Herzog von Apulien 1149, König von Sizilien 1154 ⚭ 1150 Margarete (* 1128; † 1183) Tochter des García IV. König von Navarra (Haus Jiménez)
        1. Roger (* 1152, † 1161)
        2. Robert (* 1153, † 1166) Fürst von Capua
        3. Wilhelm II. genannt der Gute (1153–1189) König von Sizilien 1166 ⚭ 1177 Johanna (1165–1199) Tochter des Königs Heinrich II. von England
        4. Heinrich (* 1158, † 16. Juni 1172) Fürst von Capua

      5. Konstanze (1154–1198) ⚭ 1186 Heinrich VI. (1165–1197) deutscher Kaiser
        1. Friedrich II. (* 1194, † 1250) König von Sizilien, König von Jerusalem, deutscher Kaiser

      6. Adelheid († nach 1169) ⚭ mit ihrem Cousin Graf Robert II. von Loritello
      7. ? Tochter ⚭ Rodrigo Garcés, 1167 Conte die Montescaglioso, unehelicher Sohn von García IV. (VI.), König von Navarra, (Haus Jiménez)